# Paul Gavarni

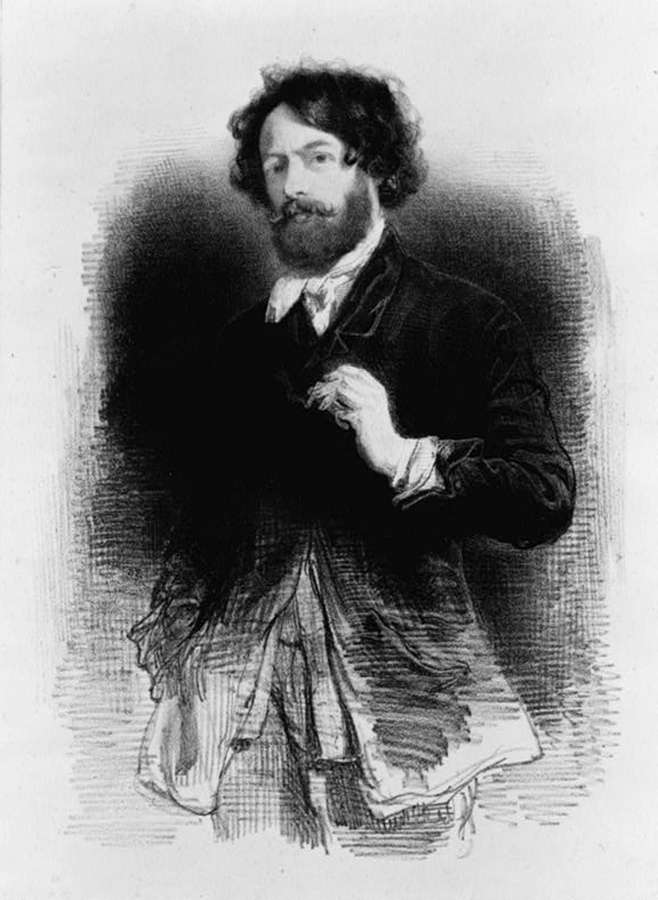
Autorretrato de Paul Gavarni.

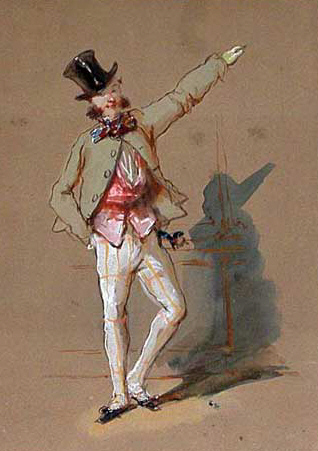
Un dandy parisino, acuarela de Gavarni.

Paul Gavarni, pseudónimo de Sulpice Guillaume Chevalier (París, 13 de enero de 1804-París, 23 de noviembre de 1866), fue un caricaturista francés. Comenzó como dibujante, pero pronto volcó su atención a su vocación como caricaturista. La mayor parte de sus mejores obras aparecieron en Le Charivari, aunque algunas de sus ilustraciones más ácidas y formales, fruto de una visita a Londres, aparecieron en L'Illustration. Fue también ilustrador de novelas de Balzac y de la obra de Eugene Sue, Wandering Jew.

## Biografía
Nacido en París en el seno de una familia pobre, comenzó a trabajar como obrero en una fábrica de motores. Al mismo tiempo asistió a la escuela de dibujo. En sus primeros intentos de convertir sus habilidades en algo rentable, se encontró con muchas decepciones, pero finalmente obtuvo el encargo de elaborar algunas ilustraciones para una revista de moda. Gavarni tenía entonces treinta y cuatro años. Su lápiz afilado y agudo dio a estos dibujos, generalmente comunes y alejados del plano artístico, una vitalidad y expresión que pronto le granjearon un nombre en los círculos de moda. Poco a poco prestó mayor atención a este trabajo, y finalmente dejó de trabajar como delineante para convertirse en el director de la revista Les Gens du monde.
Su ambición creció en proporción a su éxito, y Gavarni siguió su inclinación como caricaturista, comenzando una serie de dibujos litografiados en los que interpretaba las características más llamativas, las debilidades y los vicios de las distintas clases de la sociedad francesa. Gavarini pasó por diferentes etapas en su creación. Al principio se limitó al estudio de las costumbres parisinas, especialmente las de la juventud. A esta línea pertenecen Les Lorettes, Les Actrices, Les Coulisses, Les Fasizionables, Les Gentilshommes bourgeois, Les Artistes, Les Débardeurs, Clichy, Les Étudiants de Paris, Les Baliverneries parisiennes, Les Plaisirs champêtres, Les Bals masqués, Le Carnaval, Les Souvenirs du carnaval, Les Souvenirs du bal Chicard, La Vie des jeunes hommes y Les Patois de Paris. Cuando dejó de dirigir Les Gens du monde trabajó como caricaturista en Le Charivari. A estas alturas era un caricaturista reconocido y extremadamente popular, y sus ilustraciones para libros eran muy solicitadas por los editores. Así sus obras ilustran la novela por entregas El judío errante, de Eugène Sue (1843, 8 vol.), la traducción francesa de los cuentos de E. T. A. Hoffmann (1843), la primera edición colectiva de las obras de Balzac (París, Houssiaux, 1850, 20 vol.), Le Diable à Paris (1844-1846, 2 vols.), Les Français peints par eux-mêmes (1840-1843, 9 vols. 8.º) y muchas otras. Sus dibujos influyeron de forma decisiva en el éxito de las publicaciones.
Una sola portada o viñeta, fue muchas veces suficiente para asegurar la venta de un nuevo libro. Siempre deseoso de ampliar el campo de su mirada artística, Gavarni ya no se limitó a los tipos clásicos de la sociedad parisina y volcó su mirada al lado grotesco de la vida familiar y de la humanidad en general. Sus dibujos Les Enfants Terribles, Les Parents Terribles, Les Fourberies des femmes, La Politique des femmes, Les Mans vengs, Les Nuances du sentimiento, Les Rives, Les Petits Jeux de société, Les Feto Malheurs du bonheur, Les Impresiones de ménage, Les interjecciones, Les Traductions en langue vulgaire, Les Propos de Thomas Vireloque, etc, fueron obras de ese momento y son algunas de las más valoradas. En ellas, mientras usa de forma admirable la ironía como en sus obras anteriores, realiza una visión más profunda de la naturaleza humana; por lo general, llevan el sello de una filosofía amarga e, incluso, sombría.
Esta tendencia se vio reforzada por una visita que realizó a Inglaterra en 1849. Regresó de Londres profundamente impresionado con la miseria, degradación y pobreza de las clases más humildes. Acostumbrado a la atmósfera alegre de París, le marcó en su obra más tardía. Pasó del caricaturista alegre a uno incisivo, cuya temática se centró en las miserias humanas y la responsabilidad de las mismas. La mayoría de estas últimas ilustraciones aparecieron en el semanario L'Illustration. En 1857 se publicó en un solo volumen la serie titulada Masques et visages y en 1869, aproximadamente dos años después de su muerte, vio la luz su último trabajo, Les Douze Mois.